# Park Marii Dąbrowskiej
Park Marii Dąbrowskiej – park miejski zlokalizowany we Wrocławiu, w rejonie ulic: Gąsiorowskiego (od południa), Jutrosińska (od północy), Kamieńskiego (od zachodu). Od zachodu park graniczy natomiast z zamkniętym terenem Akademii Wojsk Lądowych im. gen. Tadeusza Kościuszki. Jego obecna nazwa obowiązuje na podstawie Uchwały Rady Miejskiej Wrocławia z dnia 9 października 1993 roku (nr LXXI/454/93) w sprawie nazw parków i terenów leśnych istniejących we Wrocławiu.

## Historia
W 1895 roku na terenie obecnego parku został założony cmentarz parafii Jedenastu Tysięcy Dziewic (niem. Friedhof Elftausend Jungfrauen II). Wejście do niego znajdowało się od zachodu, przy ulicy Kamieńskiego. Od 1896 r. jego użytkownikami byli także parafianie kościoła Miłości Bożej, natomiast od 1899 r. również parafianie kościoła Odkupiciela. W latach 1905–1938 teren cmentarza był kilkukrotnie powiększany w kierunku wschodnim oraz północnym. Młodsza (północno-wschodnia) część cmentarza różni się od starszej (zachodniej) części brakiem charakterystycznych, regularnych podziałów geometrycznych. Przyczyną tej różnicy najprawdopodobniej był wpływ Johannesa Erbego, nazywanego „reformatorem wrocławskich cmentarzy”, który był dyrektorem wrocławskiego Zarządu Cmentarzy w latach 1921–1931.
Najstarsze zabudowania cmentarne (tj. kaplica, budynki administracyjne, gospodarcze i mieszkalne, w tym m.in. dom ogrodników) powstały w latach 1895–1897. W kolejnych latach wybudowano natomiast: dodatkowy dom dla pracowników (1919 r.), dom zarządcy cmentarza (1925 r.) oraz kolejne pomieszczenia gospodarcze (1937 r.). Większość obiektów zbudowano w stylu neogotyckim. Na terenie cmentarza powstało również gospodarstwo ogrodnicze z pięcioma szklarniami.
W 1944 r. odbył się ostatni pochówek w tym miejscu. W 1963 r. zapadła decyzja o zamknięciu cmentarza i jego przeznaczeniu do likwidacji w celu utworzenia na jego miejscu parku miejskiego. W 1966 r. nastąpiła realizacja tego planu. Podczas likwidacji cmentarza rozebrano m.in. kaplicę, szklarnie oraz ogrodzenie z bramą od strony zachodniej. W 1968 r. na terenie cmentarza doszło do zagadkowego morderstwa opisanego w 1974 r. przez Wilhelminę Skulską w powieści Sprawa nr 78/68. W 1975 r. park został odrestaurowany. Wówczas powstał na jego terenie m.in. plac zabaw.

## Rośliny
Przez centralną część parku biegnie aleja obsadzona dwurzędowo lipą szerokolistną (Tilia platyphyllos). W jej rejonie rosną również takie gatunki drzew jak: jesion wyniosły (Fraxinus excelsior, w tym jego forma płacząca ‘Pendula’), klon zwyczajny (Acer platanoides), topola włoska (Populus nigra ‘Italica’), dąb szypułkowy (Quercus robur), kasztanowiec pospolity (Aesculus hippocastanum), brzoza brodawkowata (Betula pendula), grab pospolity (Carpinus betulus) oraz klon jawor (A. pseudoplatanus). Oprócz gatunków rodzimych w parku występują również okazy gatunków obcych: choina kanadyjska (Tsuga canadensis), daglezja sina (Pseudotsuga menziesii var. glauca), żywotnik zachodni (Thuja occidentalis), sosna czarna (Pinus nigra) oraz czeremcha amerykańska.
W warstwie krzewów w parku występują współczesne nasadzenia: śnieguliczki białej (Symphoricarpos albus), forsycji pośredniej (Forsythia intermedia) oraz tamaryszku (Tamarix).